# Суперкласико
Суперкласико  (шп. Superclásico) је фудбалска утакмица две најпопуларније екипе у Аргентини, Боке јуниорс и Ривер Плејта. 
Први званични дерби је одржан 24. августа 1913. године, када је Ривер савладао Боку са 2 према 1. Утакмица привлачи пажњу људима не само у Аргентини, већ и у многим земљама широм света. Он је многима познат због страсти која је изражена у оба клуба. Сматра се једним од најзначајнијих спортских догађаја баш због те страсти.

## Историја
Не постоји документ који говори када се тачно одиграла прва утакмица. Сматра се да је прва утакмица одиграна 24. августа 1913. године, где је Ривер победио Боку са 2:1. Утакмица је играна за улазак у Прву Лигу, остало је све историја. Бока је основана 1905. а Ривер 1901. године. Бока је клуб који је подржавала радничка класа одакле бројни навијачи долазе из локалних италијанских имиграционих заједница. Ривер су одувек подржавали богатији људи па одатле надимак "Милионери". Овај ривалитет између навијача ова два клуба је најпознатији у свету, сматра се уједно и највећим ривалством па чак и фанатизмом, што карактерише овај дерби. На играче који су играли за оба клуба утицало је баш то ривалство. Први који је то урадио био је Каталдо Спитале који је прешао из Боке у Ривер 1933. Оскар Руђери који је прешао из Боке у Ривер 1985. рекао је "Прелазак из једног у други тим уопште није лако. Једна страна те гледа као претњу док ти други не верују! Треба много времена да би се прилагодио на то."
Легендарни фудбалер Дијего Марадона док је играо за Аргентински Јуниорс без размишљања је одбио понуду да игра за Ривер говорећи да је његов сан да игра за Боку Јуниорс.
Суперкласико је први пут у историји прекинут 2010. године када се 21.марта играло на "Бомбоњери", стадиону Боке. У деветом минуту меч је прекинут због обилне кише која је почела да пада. Терен је практично био преплављен али је судија Хектор Балдасис тврдио да утакмица може да се настави. Услови за игру су ипак били немогући јер се лопта константно заустављала у барама по терену. На крају је меч одигран 25. марта и карактеристично је било то да се одиграло два полувремена од 41. минута.

## Трагедија на капији 12
23.јуна 1968. на "Мунументал" стадиону Ривера, после утакмице ова два клуба у сукобу навијача ова два клуба код капије 12, 71. особа је погинула док је 150 навијача било повређено. То је био највећи инцидент у Аргентинском фудбалу, а једна од највећих на свету. Највећи број погинулих били су били млади људи у просеку од 19 година. Постоји више претпоставки шта се тачно десило,али једна од најчешћих је да су навијачи Боке запалили заставу Ривера и бацили са горњег спрата. Након три године истраге влада је објавила да нико није крив за ову трагедију. Бројни клубови били су уз породице погинулих и тако су 1986. скупили 100.000 пезоса за подршку породица погинулих.

## Статистика

### Међусобни дуел
(Стање на дан 11. септембра 2022)
| Такмичење                           | одигране утакмице | Бoкине победе | Нерешено | Риверове победе | Бокини голови | Риверови голови |
| ----------------------------------- | ----------------- | ------------- | -------- | --------------- | ------------- | --------------- |
| Прва лига Аргентине (аматерска)     | 9                 | 3             | 2        | 4               | 14            | 11              |
| Прва лига Аргентине (професионална) | 204               | 75            | 63       | 66              | 276           | 261             |
| Укупно (лигашки мечеви)             | 213               | 78            | 65       | 70              | 290           | 272             |
| Копа либертадорес                   | 28                | 11            | 8        | 9               | 32            | 26              |
| Копа судамерикана                   | 2                 | 0             | 1        | 1               | 0             | 1               |
| Суперкопа либертадорес              | 2                 | 0             | 2        | 0               | 1             | 1               |
| Укупно (међународне)                | 32                | 11            | 11       | 10              | 33            | 28              |
| Копа Компентенсија Џокеј Клуб       | 3                 | 0             | 1        | 2               | 3             | 6               |
| Копа Сентенарио де ла АФА           | 2                 | 0             | 1        | 1               | 0             | 1               |
| Копа Адријан Ескобар                | 1                 | 0             | 1        | 0               | 0             | 0               |
| Копа де Компентенсија Британика     | 1                 | 1             | 0        | 0               | 2             | 0               |
| Суперкуп Аргентине                  | 1                 | 0             | 0        | 1               | 0             | 2               |
| Лига куп Аргентине                  | 4                 | 1             | 3        | 0               | 5             | 4               |
| Куп Аргентине                       | 1                 | 0             | 1        | 0               | 0             | 0               |
| Укупно (национални купови)          | 13                | 2             | 7        | 4               | 10            | 13              |
| Укупно (званичних)                  | 258               | 91            | 83       | 84              | 333           | 313             |
| Пријатељски мечеви                  | 124               | 46            | 36       | 42              | 162           | 145             |
| Укупно (свих)                       | 382               | 137           | 119      | 126             | 495           | 458             |

(*) 17 мечева који су завршени нерешено решавани су пеналима. Ривер је победио 10 пута, док је Бока победила 7 пута на тај начин (14 пута су то биле пријатељске утакмице, 1 у међународним такмичењима, 1 у листи Аргентинских националних купова и 1 у Примери).

### Међусобни дуели у Копа либертадоресу
(Стање на дан 11. септембра 2022)
| Победе Боке јуниорс | 11 |
| Нерешено            | 8  |
| Победе Ривер Плејта | 9  |
| Укупно мечева       | 28 |

### Међусобни дуели у осталим међународним куповима
(Стање на дан 11. септембра 2022)
| Победе Боке јуниорс | 0 |
| Нерешено            | 3 |
| Победе Ривер Плејта | 1 |
| Укупно мечева       | 4 |

### Међусобни дуели у националном првенству
(Стање на дан 11. септембра 2022)
| Победе Боке јуниорс | 78  |
| Нерешено            | 65  |
| Победе Ривер Плејта | 70  |
| Укупно мечева       | 213 |

### Међусобни дуели у националним куповима
(Стање на дан 11. септембра 2022)
| Победе Боке јуниорс | 2  |
| Нерешено            | 7  |
| Победе Ривер Плејта | 4  |
| Укупно мечева       | 13 |

### Међусобни дуели у незваничним утакмицама
(Стање на дан 11. септембра 2022)
| Победе Боке Јуниорс | 46  |
| Нерешено            | 37  |
| Победе Ривер Плејта | 41  |
| Укупно мечева       | 124 |

## Рекорди играча и рекордне утакмице

### Играчи са највећим бројем наступа
| Играч            | Клуб         | Утакмица |
| ---------------- | ------------ | -------- |
| Реиналдо Мерилоo | Ривер Плејт  | 42       |
| Хуго Гати        | Бока/Ривер   | 38       |
| Силвио Марзолини | Бока Јуниорс | 37       |
| Анхел Лабунс     | Ривер Плате  | 35       |
| Роберто Музо     | Бока Јуниорс | 35       |

| Играч                | Клуб         | Голови |
| -------------------- | ------------ | ------ |
| Анхел Лабруна        | Ривер Плејт  | 16     |
| Оскар Мас            | Ривер Плејт  | 12     |
| Пауло Валентин       | Бока Јуниорс | 10     |
| Карлос Мануел Морете | Ривер Плејт  | 9      |
| Мартин Палермо       | Бока Јуниорс | 9      |
| Бернапе Переира      | Ривер Плејт  | 8      |

### Рекордне утакмице
| Датум              | Домаћа екипа | Резултат | Гостујућа екипа |
| ------------------ | ------------ | -------- | --------------- |
| 23. децембар 1928. | Бока Јуниорс | 6–0      | Ривер Плејт     |
| 19. октобар 1941.  | Ривер Плејт  | 5–1      | Бока Јуниорс    |
| 19. јул 1942.      | Ривер Плејт  | 4–0      | Бока Јуниорс    |
| 17. август 1955.   | Ривер Плејт  | 0–4      | Бока Јуниорс    |
| 19. мај 1959.      | Бока Јуниорс | 5–1      | Ривер Плејт     |
| 7. март 1982.      | Ривер Плејт  | 1–5      | Бока Јуниорс    |

| Датум              | Домаћа екипа | Резултат | Гостујућа екипа |
| ------------------ | ------------ | -------- | --------------- |
| 15. октобар 1972.  | Ривер Плејт  | 5–4      | Бока Јуниорс    |
| 24. новембар 1957. | Ривер Плејт  | 5–3      | Бока Јуниорс    |
| 27. јун 1973.      | Бока Јуниорс | 5–2      | Ривер Плејт     |
| 3. фебруар 1974.   | Бока Јуниорс | 5–2      | Ривер Плејт     |
| 2. март 1980.      | Бока Јуниорс | 2–5      | Ривер Плејт     |
| 27. фебруар 1991.  | Бока Јуниорс | 4–3      | Ривер Плејт     |